# 南出喜久治
南出 喜久治（みなみで きくぢ、1950年〈昭和25年〉1月3日 - ）は、日本の弁護士。京都弁護士会所属。國體護持塾塾長、体罰の会副会長。憲法無効論を主張。反ワクチン活動家であり、全てのワクチンを否定する立場をとっている。

## 来歴・人物

### 生い立ち
京都市生まれ。生家は公衆浴場業（風呂屋）。父親は支那に渡り、支那事変以降は特務機関の将校として北支那で勤務した。復員後は、逓信局（郵便局）に勤務していたが、軍歴のため公職追放の対象となり失職。その後は、家業の風呂屋を営んだ。
小学校3年のときに母親が脳溢血で寝たきりとなったため、南出が家事を受け持ち、家業の手伝いもするようになった。中学進学後に父親が肝硬変で倒れ、南出は家業や家事のため、中学・高校時代は慢性的寝不足の状態で登校していた。京都市立堀川高等学校卒業。

### 弁護士として
民社党代議士岡澤完治から薫陶を受け、岡澤から「君なら司法試験、通るよ」と言われた。独学で、司法一次試験から受け、1981年に31歳で合格。司法修習36期を経て、1984年京都弁護士会に登録。弁護士登録番号は18832。
独自の研究により新たな「占領憲法無効論」なる主張を完成させ、1992年5月に、明仁天皇に「占領憲法無効宣言」を諌疏する天皇請願を行なったという。主著「國體護持（初版）」、のちに「國體護持総論」を完成させ、平成20年8月にインターネット上にて公開。
戸塚ヨットスクールの支持者でもあり、2005年に静岡刑務所で服役中の戸塚宏が東京地裁にて静岡刑務所を提訴した時には、戸塚の訴訟代理人を務めた。ただしかつて在日朝鮮人である会津小鉄会会長の高山登久太郎の弁護を担当したこともある。他には原子力発電に関しても以前から否定的立場であり東日本大震災以後はたびたび脱原発を公言している。また核武装にも否定的な立場である。
学校教育法第11条（体罰の禁止と懲戒権規定）廃止を主張する「体罰の会」副会長を務める。

## 活動

### 児童相談所問題
児童相談所による一時保護の手続きが「裁判所や親など、第三者の一切の干渉、事前事後のチェックなしに子どもを2カ月保護できてしまう」仕組みであり、精神薬を「食事に混入させ」たり「殴る蹴る、性的虐待など」の施設内虐待が行われていることもあるとして問題視している。

### 日弁連への訴訟
強制加入である日本弁護士連合会や弁護士会による特定の政治的な主張、特に平和安全法制への反対声明が「正規の機関決議を経たものではな」い等としてその違法性を訴える訴訟を行った。最高裁まで争ったが2017年請求棄却。

### 反ワクチン・マスク運動
2010年から、子宮頸がんワクチン（HPVワクチン）への反対活動を開始。HPVワクチンは「民族根絶やしワクチン」との主張を展開。
2021年、国を相手に「COVID-19ワクチンの接種中止」を求める行政訴訟を、弁護士の木原功仁哉と提起。COVID-19ワクチンは「殺人ワクチン」との主張を展開。
2021年、池田利恵・日野市議会議員が、「自民党から除名されたのは無効」とする裁判で、木原と共に弁護人を務めた。池田は、全国で「反ワクチン・反マスク」の講演会を行うが、参加者にマスク着用を促さなかったことで、自民党を除名されていた。
2022年、反ワクチン団体「神真都Q」の裁判で、木原と共に弁護人を務め、光の弁護士と呼ばれていた。2人は裁判で、「ワクチンは危険」であると訴え、「祖国防衛権の行使なので無罪である」と主張をしようとしていたが、途中で解任された。
2022年、マスク不着用の北海道白糠町議が町に起こした「反マスク」裁判で、木原と共に弁護人を務めた。
2022年、ホメオパシーを推進する団体「日本ホメオパシー医学協会（名誉会長・由井寅子）」のイベントで講演し、「ワクチンの目的は人口抑制」であるとし、全てのワクチンを否定した。

## 國體護持塾
國體護持塾(こくたいごじじゅく)とは、京都市に本部を置く政治団体である。2008年(平成20年)設立。南出が塾長を務めている。｢まほらまと（自立再生社会）｣の実現及び聖戦完遂、國體護持、皇土保護を掲げ、憲法無効論を唱えている。主に講演会や勉強会を全国各地で行っている。頑張れ日本!全国行動委員会、神州蛇蝎の会、ときみつる会などの右派系団体と協力して活動を行う事もある。
大日本帝国憲法の復原・改正を求める請願を東京都議会に提出したこともある。

## 祖国再生同盟
2021年、「祖国再生同盟」を結成し、「GHQ占領下で制定された日本国憲法は無効であり、大日本帝国憲法が現在も有効である」などの主張を行う。団体の代表は木原功仁哉が、最高顧問は南出が、特別顧問は西村眞悟が務めている。
2022年12月、神真都Qは南出と共に、反ワクチン・マスクに加えて、真正護憲論を普及する方針を発表した。

## 不祥事
2006年3月に京都市内の女性から債務整理の依頼を受け、所有する工場を残すよう頼まれ着手金など300万円を預かったにもかかわらず、2007年7月に依頼を解除されるまで必要な対応をせず、預かり金などを返却しなかったとして、2013年1月28日、京都弁護士会から業務停止3か月の懲戒処分を受ける。
なお、南出当人は報道機関によりコメントを求められた際、「本件は、下京警察署の刑事が、私に事情聴取した際、これまでの関連事件で捜査した結果、請求人の行つた偽造文書による売却行為に私が一切関与してゐないことが明らかになつたことを説明し、この録音テープの証拠があるにもかかはらず、これらの証拠の提出とこれらの証拠に基づく主張をする機会を与へず、弁明を求める懲戒委員会の審査期日に呼出することもせず、これら手続上の機会を全く与へずして突如として懲戒議決を行つたのである。適正手続の保障に著しく違反した前代未聞の違法かつ不公正な懲戒議決である」と答えている。また、自身のサイトにおいて、本報道内容が不公平だと主張している。
しかしながら、弁護士法には、懲戒委員会が懲戒を行おうとする際に弁明の機会を与えなければならない旨の規定は存在しない（弁護士法第49条の2）。南出が懲戒処分を受けたのはこれで3回目である。

## 著書
特筆なきものは自身の創設した任意団体「まほらまと研究所」より自費出版。
- 『日本国家構造論 : 自立再生への道』政界出版社、1994年4月8日。
- 渡部昇一『日本国憲法無効宣言 : 改憲・護憲派の諸君!この事実を直視せよ』ビジネス社、2007年4月。ISBN 978-4828413464。
- 『占領憲法の正體 : 國體護持概説書 : 日本国民総うつ病の悲劇』国書刊行会、2009年3月。ISBN 978-4336051141。
- 『まほらまと : 世界中の誰もが必ず仕合せになれる : 本当の幸福論・真実の世界平和論』〈國體護持總論〈普及版シリーズ〉 ; 第6巻〉2009年12月。ISBN 978-4904840016。
- 『くにからのみち : 感謝道とは祖先祭祀 : 祭祀の復活は「人類融和」への唯一の道』〈國體護持總論〈普及版シリーズ〉 ; 第1巻〉2009年12月。ISBN 978-4904840009。
- 『かへるうぶすな : 大東亜戦争は聖戦であった : 我が国の決起がアジアの解放と独立を実現した』〈國體護持總論〈普及版シリーズ〉 ; 第2巻〉2010年4月。ISBN 978-4904840023。
- 『とこしへのみよ : 祖国再生へ : 真正護憲論が日本再生への扉を開く』〈國體護持總論〈普及版シリーズ〉 ; 第3巻〉2011年11月。ISBN 978-4904840030。
- 『はらひしたまへ : 帝国憲法復原改正 : 日本の真の「独立」とは帝国憲法現存確認から始まる』〈國體護持總論〈普及版シリーズ〉 ; 第4巻〉2012年9月。ISBN 978-4904840047。
- 『こころのおきて : 道義国家再生道標 : 志と勇気を持ち、国家としての矜持を回復』〈國體護持總論〈普及版シリーズ〉 ; 第5巻〉2013年7月。ISBN 978-4904840054。